# Quận 3, Paris
Quận 3 (còn có tên là arrondissement du Temple - quận Temple, nhưng tên gọi này ít được dùng trong đời sống thường nhật) là một quận trung tâm của Paris, nằm ở hữu ngạn sông Seine, tiếp giáp với các quận 1, 2, 4, 10 và 11. Đây là một quận cổ, kết quả của việc mở rộng thành phố vào thế kỷ 13 và 14.
Vì là một quận lịch sử, trước đây đã có nhiều cửa hàng xa xỉ tới tụ họp, điều đó làm ngày nay quận 3 là quận đắt bậc nhất. Có nhiều những nghệ sĩ, nhân vật nổi tiếng đã tới sống ở đây.
Năm 1999, dân số của quận là 34.248 người với diện tích 117 ha, tức 29.272 người/km².